# Núvol electrònic
Un núvol electrònic o nigul electrònic (en anglès: electron cloud) és el conjunt d'electrons que, en un tub electrònic, ocupen una zona de l'espai interelectròdic al voltant del càtode incandescent i provoquen, així, l'aparició d'una càrrega espacial.
En la química es defineix el núvol electrònic com la regió de càrrega negativa que envolts un nucli atòmic que està associat amb un orbital atòmic.
L'efecte de núvol electrònic és un fenomen que ocorre en un accelerador de partícules i redueix la qualitat del feix de partícules.